# Nice Lingostière
La zone de Nice Lingostière est une surface commerciale située à l'ouest de Nice dans la plaine du Var.
Elle est composée de trois ensembles principaux : un centre commercial avec un hypermarché Carrefour et une galerie marchande de cinquante boutiques en cours d'extension pour passer à 100 magasins ; le pôle Forum Lingostière avec un multiplexe cinéma Pathé, des moyennes surfaces dont notamment La Halle, Darty, ainsi qu'une clinique vétérinaire ;  et un troisième pôle formé par la grande enseigne de bricolage Leroy Merlin.

## Historique
En septembre 1975, la Société pour la promotion des commerçants indépendants de la Côte d'Azur (SOPCICA) obtient l'autorisation par la commission départementale d'urbanisme commercial (CDUC) de construire un hypermarché à Lingostière. Derrière cette société se trouve en fait Carrefour. Elle acquiert les terrains nécessaires au projet en novembre 1975 et se voit délivrer le permis de construire en juin 1977. Celui-ci fait l'objet d'un recours par le syndicat des exploitants agricoles de la plaine du Var. Le tribunal administratif annule le permis en mars 1978, mais Carrefour, qui a acheté entre-temps les terrains à la SOPCICA, poursuit les travaux tout en déposant à nouveau un permis de construire et une demande d'autorisation du projet auprès de la CDUC. Celle-ci refuse cette seconde demande, décision qui est confirmée par la commission nationale d'urbanisme commercial. Toutefois, les travaux vont jusqu'à leur terme, et Carrefour obtient finalement en juillet 1978 l'approbation de son projet par Jacques Barrot, ministre du Commerce et de l'Artisanat, à qui la décision finale appartient ; le permis de construire est ensuite octroyé. L'hypermarché ouvre le 27 juillet 1978.

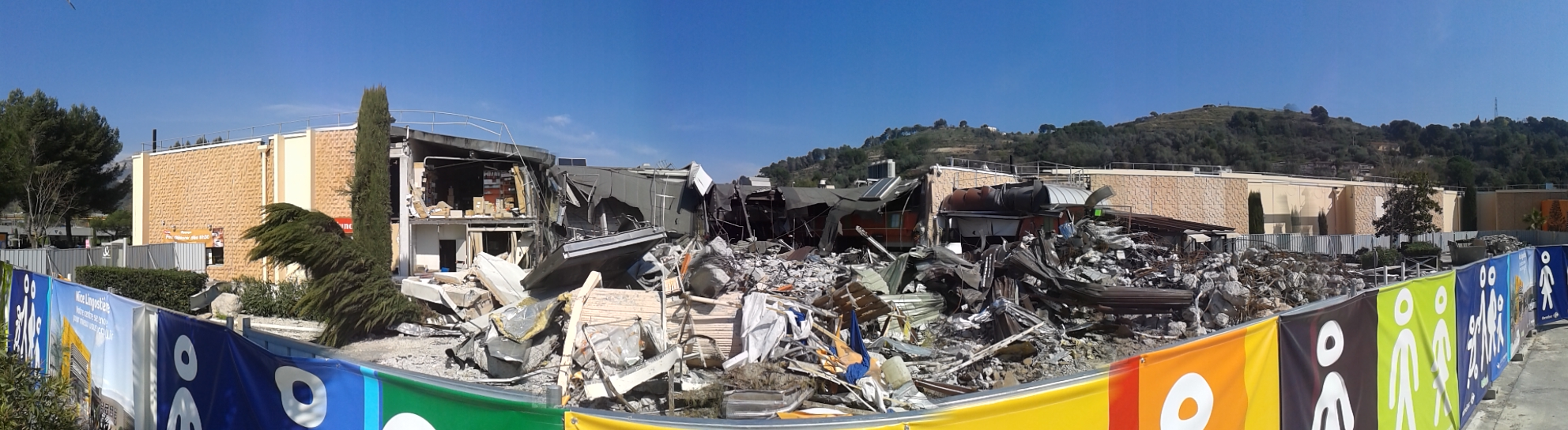
Panorama des dégâts le 15 mars 2014.

Le 5 février 2014, un pan de 200 mètres carrés de la toiture du centre commercial s'effondre, au niveau de l'entrée nord,. L'incident fait deux blessés légers. Le centre est à nouveau ouvert au public le 14 février 2014.
En novembre 2018, débutent les travaux pour une extension de 8 000 m2 permettant d'atteindre les 100 boutiques (au lieu d'une cinquantaine précédemment) pour une surface commerciale totale d'environ 20 000 m2,. L'ouverture de cette extension est prévue au printemps 2021.

## Carrefour Lingostière
L'hypermarché Carrefour s'étend sur 14 809 m2 en 2009 et 16 343 m2 en 2016. En 2008, il est le neuvième hypermarché de France quant au chiffre d'affaires et le troisième de l'enseigne Carrefour avec 272,9 millions d'euros, en baisse cependant de 5,9 % par rapport à 2007. C'est le second hypermarché du département des Alpes-Maritimes, après Carrefour Antibes, et le premier de la ville de Nice. Concernant la productivité, il est le treizième hypermarché de France avec 18 430 euros de chiffre d'affaires par mètre carré en 2008.
En 2010, son chiffre d'affaires atteint 259,3 millions d'euros, en baisse de 1,7 % par rapport à l'année précédente. De ce point de vue, il est dorénavant le huitième hypermarché de France et le deuxième de l'enseigne Carrefour. En 2015, son chiffre d'affaires TTC hors carburant est de 214,1 millions d'euros soit le huitième en France et le troisième de l'enseigne Carrefour.
La surface commerciale utile de Carrefour Lingostière (hypermarché et boutiques) est en février 2021 de 35 900 m2 ce qui en fait le premier centre commercial de Nice de ce point de vue.

## Forum Lingostière
La surface commerciale utile du Forum Lingostière est en février 2021 de 35 000 m2.
